# Hiromi Tsuchida
Hiromi Tsuchida (土田ヒロミ, Tsuchida Hiromi, né en 1939) est un photographe japonais.
Tsuchida a produit plusieurs collections de photographies sur les conséquences du bombardement atomique d'Hiroshima. Il a produit de nombreux livres de photos importants tels que Zokushin, en comptant le sable et nouveau comptage le sable et le mur de Berlin. Il existe également une rétrospective de son œuvre intitulée, Hiromi Tsuchida's Nippon. Il est membre du comité du Salon Nikon. Sa carrière  de création photographique couvre plus de 40 ans. Après avoir servi comme directeur de l'école de photographie de Tokyo, il devient professeur associé à l'université d'Osaka en 2000. 

## Histoire
Né en 1939 dans la préfecture de Fukui, Tsuchida est diplômé de la Faculté d'ingénierie de l'université de Fukui. 
Il commence sa carrière de photographe en 1971 et remporte le 8e prix annuel du magazine Taiyo. En 1976, il se tourne vers la nature folklorique japonaise et publie « Zokushin ».
En 1978, il reçoit le prix Ina Nobuo pour son travail sur Hiroshima et les conséquences de la bombe atomique. Il continue à documenter ce thème avec Hiroshima Monument et Hiroshima Collection.
Il s'initie à la photographie numérique en 1995.
Ses travaux plus récents comprennent The Berlin Wall (1999), Shin Suna wo Kazoeru (New Counting the Grains) (2002) et Fake Scap (2002).
En 2007, la rétrospective Hiromi Tsuchida’s Japan, est organisée au musée métropolitain de photographie de Tokyo où il est lauréat de la 27e édition du prix Domon Ken.
Ses œuvres sont exposées au musée métropolitain de photographie de Tokyo, au Museum of Modern Art de New York, à la bibliothèque nationale de France à Paris, au National Museum of Modern Art au Canada, au European Photography Center, au San Francisco Museum of Modern Art et au J. Paul Getty Museum.

## Prix
- 1971 Prix Solar
- 1978 Prix Ina Nobuo
- 2008 Prix Domon Ken